# Black Star (Bildagentur)
Black Star Picture Agency (kurz Black Star) war der Name der 1935 von den deutschen Emigranten Ernest Mayer, Kurt Szafranski (später Safranski) und Kurt Kornfeld gegründeten Bildagentur mit Sitz in New York City und Außenstellen in London und White Plains, New York. Die Agentur hatte maßgeblichen Einfluss auf die Geschichte des Fotojournalismus in den Vereinigten Staaten: als erste private Bildagentur der USA stellte sie neue Techniken der Fotografie und des Fotojournalismus vor. Wichtige Abnehmer waren die damals führenden Magazine Life und TIME. Auch an Look, National Geographic, The Saturday Evening Post, New York Times Sunday Magazine und Parade lieferte Black Star hervorragende Fotos.

## Geschichte
Die Black Star Picture Agency wurde im Dezember 1935 in New York von Ernest Mayer, Kurt Szafranski (der sich in den USA Kurt Safranski nannte) und Kurt Kornfeld gegründet. Alle drei waren als Juden aus Hitlerdeutschland geflüchtet. Zuvor hatte Mayer 1929 in Berlin die Vorläuferagentur „Mauritius“ gegründet. Während des Zweiten Weltkriegs und der Nachkriegszeit gehörte Black Star zu den bedeutendsten Bildagenturen, die vor allem die großen Nachrichtenmagazine wie Life Magazine und TIME belieferten.
Bekannte Fotografen für Black Star waren unter anderem Robert Capa, Bill Brandt, Henri Cartier-Bresson, Andreas Feininger, Mario Giacomelli, Philippe Halsman, Germaine Krull, John Launois, Lee Lockwood, Charles Moore, Martin Munkácsi, Marion Post Wolcott, Kosti Ruohomaa und W. Eugene Smith.
1964 wurde die Agentur von Howard Chapnick erworben, der zuvor lange in deren Management tätig gewesen war. Er erweiterte die Schwerpunkte vom reinen Fotojournalismus für Zeitschriften auf Foto-Essays und Bildbände.
Das rund 300.000 Einzelfotos von über 6.000 Fotografen umfassende Archiv von Black Star wurde 2003 von dem kanadischen Geschäftsmann Jimmy Pattison erworben. 2005 wurde das Archiv anonym, aber vermutlich von Pattisons Firmengruppe, der Ryerson University in Toronto als Schenkung übereignet, die 2012 daraus die öffentlich zugängliche Sammlung Ryerson Image Centre machte.
Die Black Star Publishing Co. arbeitet heute mit der Marketingfirma Idea Grove als Black Star Rising weiterhin als kommerzielle Fotoagentur.